# Ланцюгова гармата

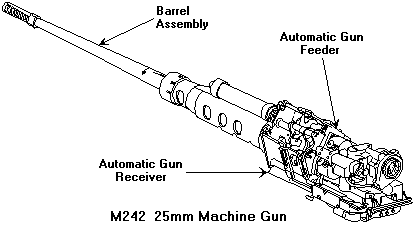
Ланцюгова гармата M242 25 мм

Ланцюгова гармата (англ. Chain gun) — автоматична швидкострільна гармата з ланцюговим електроприводом, тип кулеметів або автоматичних гармат, які мають зовнішнє джерело живлення для роботи автоматики (на відміну від зброї, яка використовує силу відбою порохових газів) і використовує для цього ланцюг схожий на той, що використовують у мотоциклах або велосипедах. «Chain gun» є зареєстрованою торговельною маркою компанії Orbital ATK для «кулеметів з зовнішнім живленням».

## Опис
Перевагою над звичайними гарматами є надійність і керованість. Зброя, яка працює за рахунок відбою, має недоліком те, що через неякісні або збійні набої можуть виникати зупинки у стрільбі, що у свою чергу не дає спрацювати автоматиці. У той час як ланцюгова гармата приводиться у роботу електричним мотором, який обертає ланцюг через чотири зірочки. Одна ланка ланцюга під'єднана до затвора, рухаючи його назад і вперед для заряджання, пострілу, екстракції та викиду гільзи.
Збійний набій не зупиняє роботу автоматики, як це відбувається у зброї, яка функціонує за рахунок відведення порохових газів; такий набій просто викидається.
Повний цикл роботи автоматики складається з чотирьох періодів, два періоди контролюють рух затвора вперед і заряджання набою у камору, а також швидкість його екстракції. Інші два періоди визначають, як довго затворна рама буде закрита для пострілу і відкриває затвор для екстракції гільзи та вентиляції ствола.
Час, за який ланцюг повністю обертається, контролює темп стрільби, тому зміна швидкості мотора дозволяє, в принципі, варіювати темп стрільби з одиночних пострілів до максимального темпу, який дозволяє безпечно вести вогонь з падінням тиску у стволі після пострілу, механічними допусками й іншими факторами. Наприклад, версія ЕХ-34 під набій 7,62 мм НАТО мала заявлений темп вогню 570 пострілів за хвилину, а дослідні роботи велися над темпом стрільби у 1000 пострілів за хвилину. На практиці ланцюгові гармати мають дві або три швидкості стрільби.

Робота автоматики ланцюгової гармати дуже надійна. У доповіді про EX-34, яка була підготовлена Військово-морським наземним центром озброєнь у Далгрені, Вірджинія, датованій 23 вересня 1983, сказано:
Зроблено 29721 випробувальний постріл без жодних пошкоджень і зупинок гармати … важливо зазначити, що після 101343 пострілів не було виявлено жодних заклинювань або зупинок через втрату контролю у гарматі або механізмі подачі набоїв … таке не відбувалося з жодною зброєю будь-якого калібру.

## Зразки

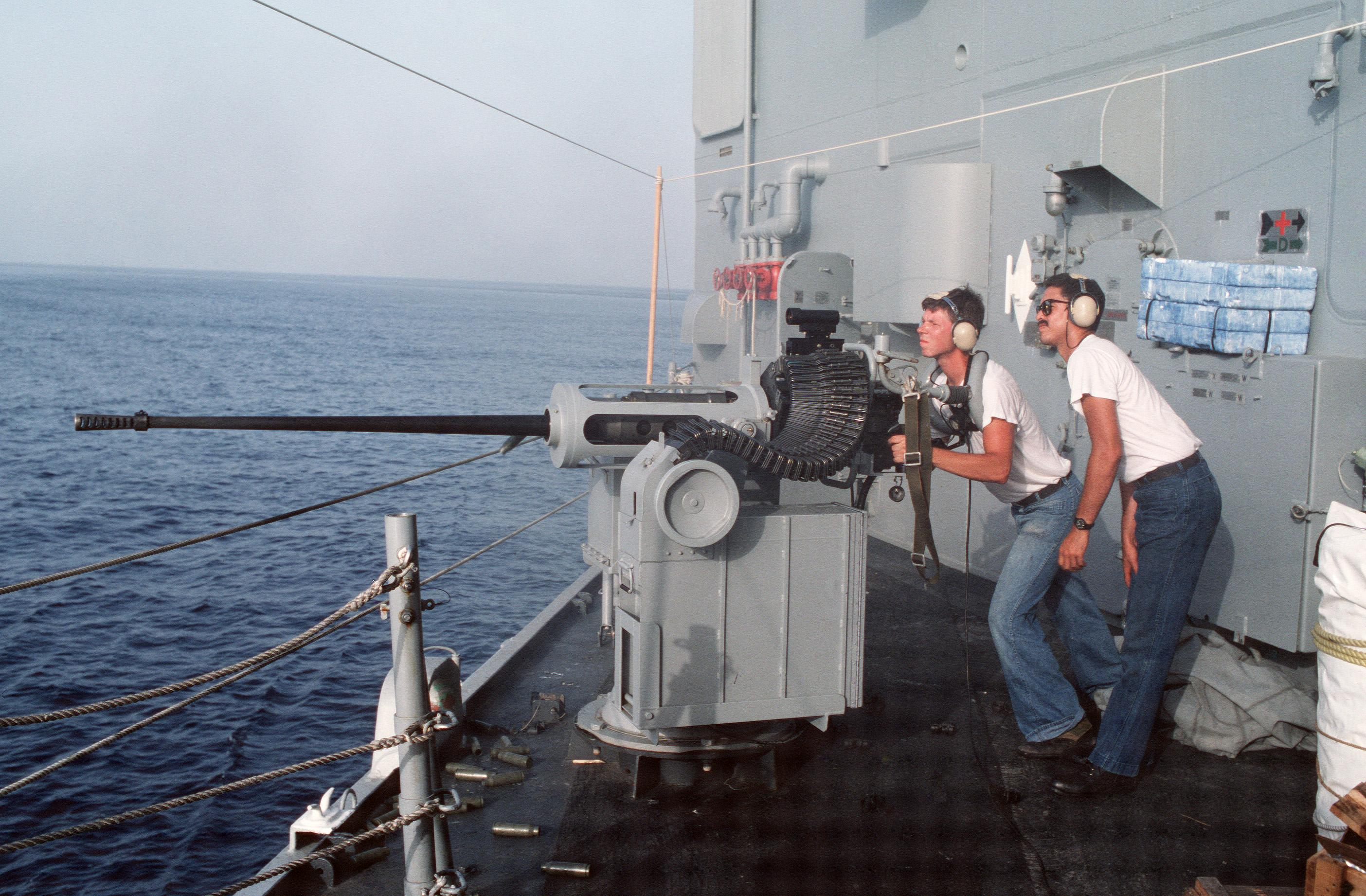
Ланцюгова гармата M242 Mk 38 встановлена на фрегаті Ніколас (FFG-47)

Відомим зразком такої зброї є гармата M242 Bushmaster. Версію калібру 25 мм можна побачити на кораблях (Mk38) та БМП (M2 Bradley та LAV-25) по всьому світу. Іншою є гармата M230 калібру 30 мм, яка встановлена на ударному вертольоті AH-64 Apache, як і гармати Bushmaster II 30 мм та Bushmaster III 35/50 мм.
Ланцюгові кулемети під набій 7,62×51 мм НАТО використовують на бронетехніці як спарені, через невелику кількість порохових газів, які потрапляють до бойового відділення. Дослідний зразок мав назву EX-34. Зараз він використовується як ланцюговий кулемет L94A1 у армії Великої Британії.

## Відмінність від схеми Гатлінга
У ланцюгової гармати один ствол, у той час як у схемі Гатлінга/Мініганах використовують кілька стволів, що обертаються і не використовують ланцюг для обертання. Поширена помилка полягає саме в тому, що гармати Гатлінга називають ланцюговими, через відеоігри такі як Doom або Wolfenstein 3D.